# Jeon Mi-do
Jeon Mi-do (hangul: 전미도; rr: Jeon Mido; MR: Chŏn Mi-to; 4 de agosto de 1982) é uma atriz e cantora sul-coreana. Ela é mais conhecida pelo seu papel como Dra. Chae Song-hwa em Hospital Playlist.  Em 2022, Jeon apareceu em um papel principal ao lado de Son Ye-jin e Kim Ji-hyun na série de TV da JTBC Thirty-Nine, um drama romântico sobre três amigas. 

## Carreira

### 2006-2018: Início da carreira
Jeon fez sua estreia como atriz no musical Mr. Mouse em 2006  e teve uma longa carreira desde então atuando em peças e musicais.
Jeon fez sua estreia na televisão com a série Mother de 2018, na qual ela desempenhou um papel pequeno. No ano seguinte, ela fez sua estreia nas telonas com o filme de fantasia Metamorphosis. 

### 2019–presente: Aumento da popularidade e papéis principais
Jeon conseguiu seu primeiro papel principal em uma série de televisão de drama médico intitulada Hospital Playlist.  Quando ela fez o teste pela primeira vez, ela pensou que era para interpretar um dos pacientes, mas o diretor Shin Won-ho disse que estava considerando-a para o papel principal.  Durante uma entrevista, o diretor Shin disse que "Embora tenhamos feito a personagem, [nós] sentimos que ela estava destinada a interpretar Song-hwa."  Seu desempenho lhe rendeu uma indicação para o prêmio de Nova Melhor Atriz na categoria de televisão no 56º Baeksang Arts Awards.  Para a trilha sonora do drama, ela cantou um cover da música "I Knew I Love" de Shin Hyo-beom (사랑하게 될 줄 알았어), lançada originalmente em 2006. A canção alcançou a posição número 1 no Gaon Digital Chart. 
Em 2022, Jeon apareceu ao lado de Son Ye-jin e Kim Ji-hyun na série de TV da JTBC Thirty-Nine, um drama que gira em torno de três amigas.

## Vida pessoal
Em 2013, Jeon Mi-do se casou com seu namorado, que não é celebridade, e com quem ela namorava fazia 6 meses.

## Filmografia

### Filmes
| Ano  | Título        | Papel             | Notas | Ref. |
| ---- | ------------- | ----------------- | ----- | ---- |
| 2019 | Metamorphosis | Mãe de uma menina |       |      |

### Séries de televisão
| Ano       | Título            | Papel            | Notas | Ref.   |
| --------- | ----------------- | ---------------- | ----- | ------ |
| 2018      | Mother            | Mãe de Won-hee   | Cameo |        |
| 2020–2021 | Hospital Playlist | Chae Song-hwa    |       |        |
| 2022      | Thirty-Nine       | Jeong Chan-young |       | [ 13 ] |

### Shows de televisão
| Ano  | Título                     | Papel            | Notas | Ref.   |
| ---- | -------------------------- | ---------------- | ----- | ------ |
| 2021 | Wise Mountain Village Life | Membro do elenco |       | [ 15 ] |

## Teatro

### Peças
| Ano  | Título             | Papel         |
| ---- | ------------------ | ------------- |
| 2007 | Liar 2             | Vicky         |
| 2008 | Agnes of God       | Agnes         |
| 2010 | Hoya               | Gwi-in Lee    |
| 2011 | The Author         | Mido          |
| 2011 | The Seagull        | Nina          |
| 2012 | The Cherry Orchard | Anya          |
| 2012 | Romeu e Julieta    | Julieta       |
| 2013 | 14 in Chekhov      |               |
| 2014 | Mephisto           | Mephisto      |
| 2014 | Some Girls         | Mido          |
| 2016 | Hehehe Hahaha      | Yeon Baek-hee |
| 2016 | Bea                | Bea           |
| 2018 | Oslo               | Mona Juul     |

### Musicais
| Ano       | Título                                 | Papel        | Notas                   |
| --------- | -------------------------------------- | ------------ | ----------------------- |
| 2006      | Mr. Mouse                              |              |                         |
| 2007      | White Propose                          |              |                         |
| 2007      | Finding Mr. Destiny                    | Mulher       |                         |
| 2008      | Puberty                                | Soo-hee      |                         |
| 2009      | Hero                                   | Lingling     |                         |
| 2010      | Splendid Holiday                       | Shin-ae      |                         |
| 2010      | The Disappearance of the Prince        | Ja-sook      |                         |
| 2011      | Hero                                   | Lingling     |                         |
| 2012      | Doutor Jivago                          | Lara         | Elenco original de Seul |
| 2012      | Bungee Jump                            | Tae-hee      | Elenco original         |
| 2012      | Mirror Princess Pyeong Gang            | Yeon-i       |                         |
| 2013      | Moon Embracing the Sun                 | Yeon-woo     | [ 17 ]                  |
| 2013      | Bungee Jump                            | Tae-hee      |                         |
| 2013      | Werther                                | Charlotte    |                         |
| 2014      | Once                                   | Garota       | Elenco de Seul          |
| 2015      | O Homem de La Mancha                   | Aldonza      | 10° Aniversário         |
| 2015      | Maybe Happy Ending                     | Claire       | Elenco original         |
| 2015      | Werther                                | Charlotte    | 15° Aniversário         |
| 2016      | Sweeney Todd                           | Mrs. Lovett  |                         |
| 2016-2017 | Maybe Happy Ending                     | Claire       |                         |
| 2017      | Maybe Happy Ending                     | Claire       |                         |
| 2018      | Doutor Jivago                          | Lara         |                         |
| 2018      | Il Tenore                              | Seo Jin Yeon |                         |
| 2019      | When We Were Seventeen ou Paris Bakery | Miyeon       |                         |
| 2020      | Maybe Happy Ending                     | Claire       |                         |
| 2022–2023 | Sweeney Todd                           | Mrs. Lovett  | [ 20 ]                  |

## Discografia

### Gravação do elenco
| Ano  | Título da música                                                                                                   | Álbum                                    | Notas                             |
| ---- | --- | ---------------------------------------- | --------------------------------- |
| 2012 | "Have You Ever Heard" (혹시, 들은적 있니)                                                                          | Gravação do elenco de Bungee Jump        |                                   |
| 2012 | "Act 1 Finale" | Gravação do elenco de Bungee Jump        | com Kang Pil-seok e Lee Jae-kyun  |
| 2012 | "That's My Everything" (그게 나의 전부란 걸)                                                                       | Gravação do elenco de Bungee Jump        | com Kang Pil-seok e Yoon So-ho    |
| 2015 | "The Legend of Magnet Mountain" (자석산의 전설)                                                                    | Gravação do elenco de Werther            | com Song Na-young                 |
| 2015 | "We Are" (우리는)                                                                                                  | Gravação do elenco de Werther            | com Cho Seung-woo                 |
| 2015 | "One Thousand Years" (하룻밤이 천년)                                                                               | Gravação do elenco de Werther            | com Cho Seung-woo                 |
| 2015 | "My Sweet Love" (반가운 나의 사랑)                                                                                 | Gravação do elenco de Werther            | com Cho Seung-woo e Moon Jong-won |
| 2015 | "If You Can't Take a Step" (발길을 뗄 수 없으면)                                                                   | Gravação do elenco de Werther            | com Moon Jong-won                 |
| 2015 | "Like a Sting of Lightning" (번갯불에 쏘인 것처럼)                                                                 | Gravação do elenco de Werther            | com Cho Seung-woo                 |
| 2015 | "God" (하나님) | Gravação do elenco de Werther            |                                   |
| 2015 | "Not Too Much" (다만 지나치지 않게)                                                                                | Gravação do elenco de Werther            | com Cho Seung-woo                 |
| 2015 | "My Sinister Heart" (불길한 내 마음)                                                                               | Gravação do elenco de Werther            |                                   |
| 2017 | "I'm Going to See You" (만나러 갈 거예요)                                                                          | Gravação do elenco de Maybe Happy Ending | com Kim Jae Bum                   |
| 2017 | "Fireflies and Jeju Island" (반딧불, 그리고 제주도)                                                                | Gravação do elenco de Maybe Happy Ending | com Jung Moon-sung                |
| 2017 | "Goodbye, My Room"                                                                                                 | Gravação do elenco de Maybe Happy Ending | com Jung Wook-jin                 |
| 2017 | "We Walked the Streets in the Rain With Umbrellas" (우린 우산을 나눠쓴 채 그 빗속의 거리를 걸었어)                 | Gravação do elenco de Maybe Happy Ending | com Kim Jae Bum                   |
| 2017 | "My Favorite Love Story"                                                                                           | Gravação do elenco de Maybe Happy Ending | com Kim Jae Bum                   |
| 2017 | "More Than You Think" (생각보다, 생각만큼)                                                                         | Gravação do elenco de Maybe Happy Ending |                                   |
| 2017 | "What People Have Learned" (사람들로부터 배운 것)                                                                  | Gravação do elenco de Maybe Happy Ending |                                   |
| 2017 | "Love Is" (사랑이란)                                                                                               | Gravação do elenco de Maybe Happy Ending | com Jung Wook-jin                 |
| 2017 | "Sorry, i Couldn't Keep My Promise" (미안, 나 약속 못 지켰어)                                                      | Gravação do elenco de Maybe Happy Ending | com Jung Wook-jin                 |
| 2017 | "Nevertheless" (그럼에도 불구하고)                                                                                 | Gravação do elenco de Maybe Happy Ending | com Kim Jae Bum                   |
| 2017 | "I'm Afraid I'll Leave the Flowerpot in the Window Too Long" (화분, 화분 다시 창가에 너무 오래 놔둘까 봐 걱정돼서) | Gravação do elenco de Maybe Happy Ending |                                   |
| 2017 | "You Can Just Remember That" (그것만은 기억해도 돼)                                                                | Gravação do elenco de Maybe Happy Ending | com Jung Moon-sung                |
| 2017 | "Thank You For Knocking on My Door" (내 문을 두드려줘서 고마웠어")                                                 | Gravação do elenco de Maybe Happy Ending | com Jung Moon-sung                |
| 2017 | "With Love, Maybe" (사랑이란, 어쩌면)                                                                              | Gravação do elenco de Maybe Happy Ending | com Jung Wook-jin                 |
| 2017 | "Nevertheless (Single ver. )" (그럼에도 불구하고)                                                                  | Gravação do elenco de Maybe Happy Ending | com Jung Wook-jin                 |
| 2018 | "When the Music Played"                                                                                            | Gravação do elenco de Doutor Jivago      |                                   |
| 2018 | "Now" | Gravação do elenco de Doutor Jivago      | com Park Eun-tae                  |
| 2018 | "On the Edge of Time"                                                                                              | Gravação do elenco de Doutor Jivago      | com Park Eun-tae                  |

### Trilhas sonoras de televisão
| Título                                                                                    | Ano  | Melhor posição nas paradas | Melhor posição nas paradas | Melhor posição nas paradas | Álbum                 |
| Título                                                                                    | Ano  | KOR                        | KOR Hot                    | US World                   | Álbum                 |
| ----------------------------------------------------------------------------------------- | ---- | -------------------------- | -------------------------- | -------------------------- | --------------------- |
| "I Knew I Love" (사랑하게 될 줄 알았어)                                                   | 2020 | 1                          | 2                          | —                          | Hospital Playlist OST |
| "Oh! What a Shiny Night (Drama. Ver)" (밤이 깊었네)                                       | 2020 | 37                         | 24                         | —                          | Hospital Playlist OST |
| "Canon (Drama. Ver)" (캐논)                                                               | 2020 | 194                        | —                          | —                          | Hospital Playlist OST |
| "Me to You, You to Me" (너에게 난, 나에게 넌)                                             | 2020 | 6                          | 5                          | 20                         | Hospital Playlist OST |
| "Butterfly"                                                                               | 2021 | 32                         | —                          | —                          | Hospital Playlist OST |
| "—" denota lançamentos que não entraram nas paradas ou não foram lançados naquela região. |      |                            |                            |                            |                       |

## Prêmios e indicações
| Cerimônia de premiação                     | Ano  | Categoria                                          | Nomeado/Trabalho   | Resultado | Ref.          |
| ------------------------------------------ | ---- | -------------------------------------------------- | ------------------ | --------- | ------------- |
| APAN Star Awards                           | 2021 | Nova Melhor Atriz                                  | Hospital Playlist  | Venceu    | [ 24 ]        |
| APAN Star Awards                           | 2021 | Prêmio Estrela Popular, Atriz                      | Hospital Playlist  | Indicado  | [ 25 ] [ 26 ] |
| Asia Artist Awards                         | 2020 | Prêmio de Melhor Atuação                           | Hospital Playlist  | Venceu    | [ 27 ]        |
| Asia Contents Awards                       | 2020 | Atriz Estreante                                    | Hospital Playlist  | Venceu    | [ 28 ]        |
| Asia Model Awards                          | 2020 | Prêmio Rising Star                                 | Jeon Mi-do         | Venceu    | [ 29 ] [ 30 ] |
| Baeksang Arts Awards                       | 2020 | Nova Melhor Atriz – Televisão                      | Hospital Playlist  | Indicado  | [ 31 ]        |
| Brand of the Year Awards                   | 2020 | Nova Melhor Atriz                                  | Hospital Playlist  | Venceu    | [ 32 ]        |
| Korean Drama Awards                        | 2008 | Prêmio de Estreante do Ano                         | Agnes of God       | Venceu    | [ 33 ]        |
| Korea First Brand Award                    | 2022 | Melhor Atriz                                       | Jeon Mi-do         | Venceu    | [ 34 ]        |
| Korea Musical Awards                       | 2017 | Melhor Atriz                                       | Sweeney Todd       | Venceu    | [ 35 ]        |
| Korea Musical Awards                       | 2018 | Melhor Atriz                                       | Maybe Happy Ending | Venceu    | [ 36 ]        |
| Korea Musical Awards                       | 2019 | Melhor Atriz                                       | Doctor Zhivago     | Indicado  | [ 37 ]        |
| Interpark Golden Ticket Awards             | 2023 | Melhor Atriz em um Musical                         | Sweeney Todd       | Indicado  | [ 38 ]        |
| Melon Music Awards                         | 2020 | Melhor Trilha Sonora de Abertura                   | "I Knew I Love"    | Indicado  |               |
| Newsis Hallyu Expo                         | 2021 | Prêmio do Presidente do Conselho Municipal de Seul | Jeon Mi-do         | Venceu    | [ 39 ]        |
| Seoul Music Awards                         | 2020 | Melhor Trilha Sonora de Abertura                   | "I Knew I Love"    | Indicado  |               |
| Yegreen Musical Awards                     | 2017 | Prêmio de Popularidade Feminina                    | Maybe Happy Ending | Venceu    | [ 40 ]        |
| The Musical Awards                         | 2015 | Melhor Atriz                                       | Once               | Venceu    | [ 40 ]        |
| Stage Talk Audience's Choice Awards (SACA) | 2018 | Melhor Atriz de Teatro                             | Oslo               | Venceu    | [ 41 ]        |
| Stage Talk Audience's Choice Awards (SACA) | 2017 | Melhor Atriz de Musical                            | Maybe Happy Ending | Venceu    |               |
| Stage Talk Audience's Choice Awards (SACA) | 2016 | Melhor Atriz de Musical                            | Sweeney Todd       | Indicado  | [ 42 ]        |
| Stage Talk Audience's Choice Awards (SACA) | 2016 | Melhor Atriz de Teatro                             | Rain BEA           | Venceu    | [ 43 ]        |

### Artigos em lista
| Editor | Ano  | Lista                 | Posicão     | Ref.   |
| ------ | ---- | --------------------- | ----------- | ------ |
| Forbes | 2022 | Korea Power Celebrity | 27° posição | [ 44 ] |

### Honras de Estado
| País          | Ano  | Honra ou Prêmio                                     | Ref.   |
| ------------- | ---- | --------------------------------------------------- | ------ |
| Coreia do Sul | 2022 | Comenda do Ministério da Cultura, Esporte e Turismo | [ 48 ] |